# Gastón Gonnet
Gastón H. Gonnet (Montevideo, 22 de septiembre de 1948) es un informático teórico y entrepreneur uruguayo-canadiense, conocido por sus aportes al sistema algebraico computacional Maple y en la creación de una versión electrónica del Oxford English Dictionary.

## Estudios y vida profesional
Gonnet recibió su doctorado en ciencias de la computación en la Universidad de Waterloo en 1977. Su tesis se tituló Interpolation and Interpolation Hash Searching.
En 1980, Gonnet cofundó el Symbolic Computation Group (scg) en la Universidad de Waterloo. El trabajo del scg sobre un sistema algebraico computacional multipropósito formó luego el núcleo del sistema Maple. En 1988 cofundó junto a Keith O. Geddes la compañía Waterloo Maple Inc., para distribuir comercialmente el software Maple. El 9 de junio de 2011, Gonnet y Geddes recibieron el premio en memoria de Richard D. Jenks a la excelencia en ingeniería de software aplicada al álgebra computacional (ACM/SIGSAM Richard Dimick Jenks Memorial Prize for Excellence in Software Engineering applied to Computer Algebra) por el proyecto Maple.
En 1984 cofundó el proyecto New Oxford English Dictionary, también en la Universidad de Waterloo, para la creación de una versión de búsqueda electrónica del Oxford English Dictionary (oed). El proyecto fue seleccionado por la Oxford University Press para liderar la informatización de la segunda edición del oed. Los principales aportes del proyecto fueron su analizador sintáctico y su sistema de búsqueda de texto, basado en árboles de sufijos —una versión arborescente de los arreglos de sufijos—. Este proyecto se convirtió luego en la OpenText Corporation, la empresa de software más importante de Canadá de la que Gonnet fue fundador y presidente de directorio.
El 14 de marzo de 2013, Gonnet recibió el doctorado honoris causa de la Facultad de Ingeniería de la Universidad de la República, Uruguay.
Gonnet es profesor en la Escuela Politécnica Federal de Zúrich (ETH Zürich), en Suiza, y científico en jefe en dos empresas canadienses noveles: CeeqIT y Porfiau.